# ケヴォン・ルーニー
- ケボン・ルーニー

ケヴォン・グラント・ルーニー（Kevon Grant Looney, 1996年2月6日 - ）は、アメリカ合衆国・ウィスコンシン州ミルウォーキー出身のプロバスケットボール選手。NBAのニューオーリンズ・ペリカンズに所属している。ポジションはセンターまたはパワーフォワード

## 来歴

### NBA以前
ウィスコンシン州の"ミスター・バスケットボール"に選出され、2014年のマクドナルド・オール・アメリカンのメンバーにも選出されるなど、ウィスコンシン州の有名選手だったルーニーは、大学進学の際に地元のウィスコンシン大学やマーケット大学からの誘いを受けるも、ロサンゼルス・レイカーズとコービー・ブライアントの大ファンだったというルーニーは、アメリカ西海岸の名門校UCLAに進学。1年生から主力として活躍し、2014-15シーズンは平均11.8得点、9.2リバウンドを記録。NCAAトーナメントのベスト16入りの原動力となった。ルーニーは1年間プレーしただけで2015年のNBAドラフトにアーリーエントリーを表明。

### NBA

#### キャリア初期（2015年 - 2017年）
2015年6月25日に行われたNBAドラフトにて1巡目全体30位で2014-15シーズンNBAチャンピオンのゴールデンステート・ウォリアーズから指名され、7月6日にウォリアーズとの契約に合意した が、8月20日に股関節の手術を行い、NBAデビューは2016年明けになるとされ、1月4日に傘下のサンタクルーズ・ウォリアーズに送られた。その後月末に念願のNBAデビューを果たすも、厚い選手層の前に出場機会を得ることは出来ず、4月に再び手術を余儀無くされ、本格的なデビューは2016-17シーズン以降となった。
2016-17シーズンは主に控えからの出場で、主力が故障をした時は先発を務めるなど期待されたが、レギュラーシーズン終盤に前年と同じ臀部の故障が再発してしまう。チームはNBAチャンピオンに輝いたもののルーニー自身はプレーオフ不出場に終わった。そして2017年10月30日、ウォリアーズからルーキー契約の最終年の契約を更新しないことを通達された。

#### 2017-18シーズン
2018年3月17日のフェニックス・サンズ戦でキャリアハイとなる6ブロックを含む13得点、2リバウンド記録し、チームは124-109で勝利した。

#### 2018-19シーズン

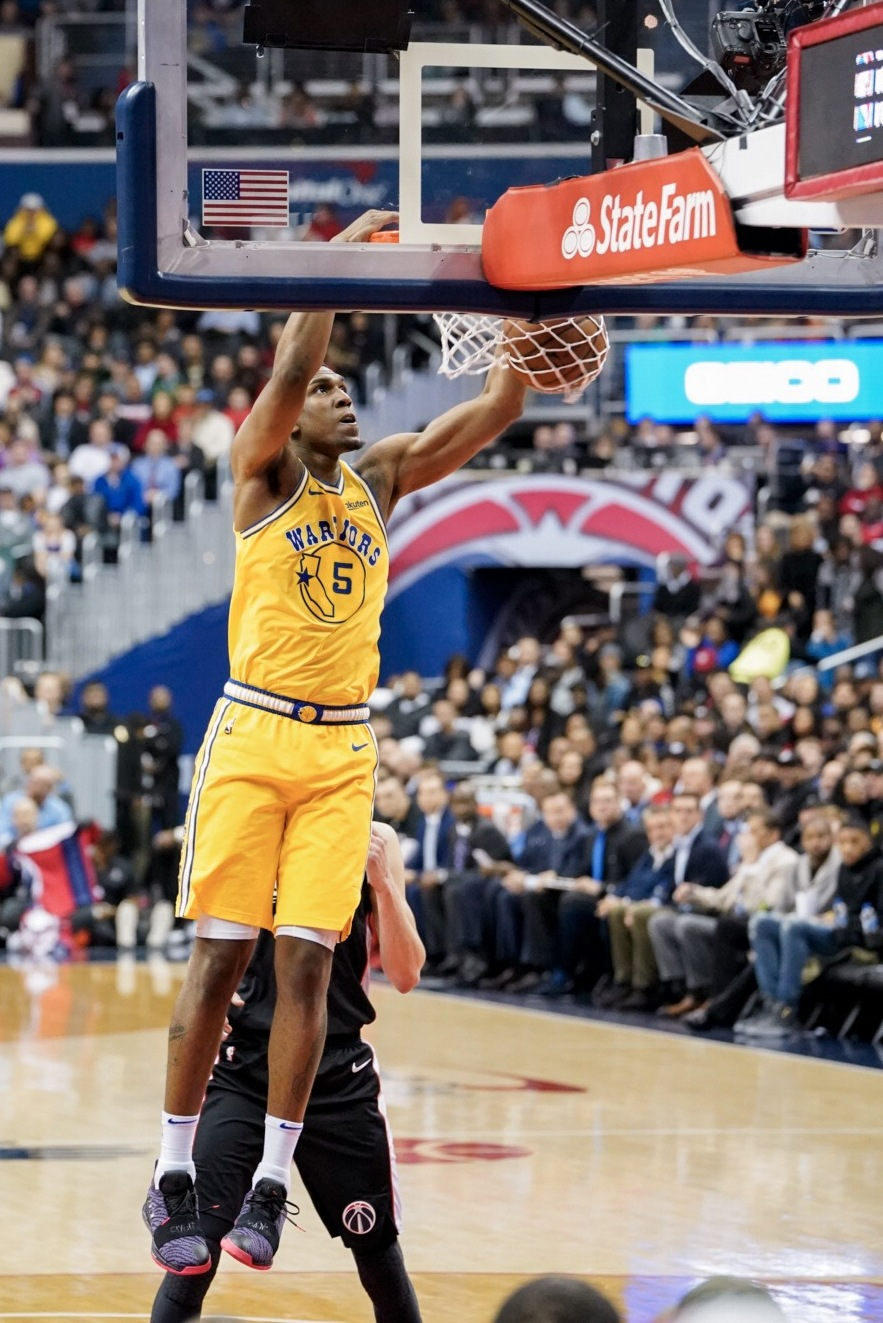
スラムダンクを試みるルーニー（2019年）

2019年1月28日、インディアナ・ペイサーズ戦で当時キャリアハイとなる15得点を記録し、チームは132-100で勝利した。
プレーオフ1回戦のロサンゼルス・クリッパーズとのシリーズ第2戦では、19分の出場でプレーオフ並びにレギュラーシーズンを合わせてキャリアハイとなる19得点を記録した。試合はウォリアーズが131-135で敗れている。ウェスタン・カンファレンス・ファイナル、ポートランド・トレイルブレイザーズとの4戦目では12得点、14リバウンドのダブル・ダブルを記録し、ウォリアーズは119-117で勝利した。この試合でトレイルブレイザーズを4勝0敗で下し、NBAファイナルに駒を進めた。

#### 2019-20シーズン
2019年オフにフリーエージェントとなったが、後にウォリアーズとの3年総額1500万ドルの再契約に合意した。
このシーズン、ルーニーは故障の影響で20試合のみの出場に留まり、自身やチームにとっても苦しいシーズンとなった。

#### 2020-21シーズン
この年、ウォリアーズはドラフト2位で指名したジェームズ・ワイズマンを先発センターで多く起用していた為、プレータイムがあまり貰えなかったが、シーズン後半にワイズマンが故障で離脱すると先発センターとして定着した。2021年4月19日、フィラデルフィア・76ers戦でシーズンハイの15リバウンドを記録し、107-96で勝利した。

#### 2021-22シーズン：主力センターに
オフに520万ドルのプレイヤー・オプションを行使し、ウォリアーズに残留した。
開幕戦からスターターとして出場したルーニーはこのシーズン、ウォリアーズの主力センターとして定着した。2021年11月10日のミネソタ・ティンバーウルブズ戦では11得点、17リバウンド（その内12がオフェンスリバウンド）のダブル・ダブルを記録し、ウォリアーズが123-110で勝利した。2022年1月9日のクリーブランド・キャバリアーズ戦ではキャリアハイの18リバウンドを記録し、96-82で勝利を収めた。2021-22シーズンに5人しか達成出来ていない82試合全試合の出場を果たした。プレータイムの増加から、平均6.0得点、7.3リバウンドとキャリアハイのスタッツを残しており、リバウンドやスクリーンを積極的に行なうなど、献身的なプレーでチームの勝利に貢献した。
プレーオフ、ウェスタン・カンファレンス・セミファイナルのメンフィス・グリズリーズとのシリーズでは、第6戦でプレーオフ並びにレギュラーシーズンを合わせて当時キャリアハイとなる22リバウンド（内オフェンスリバウンド11本）を記録した。試合はウォリアーズ110-96で勝利し、4勝2敗でグリズリーズを下しウェスタン・カンファレンス・ファイナルへの進出が決定した。 ウェスタン・カンファレンス・ファイナルのダラス・マーベリックスとの第2戦では、レギュラーシーズン並びにプレーオフ合わせてキャリアハイとなる21得点、そして12リバウンドのダブル・ダブルを記録した。攻守共に存在感を示し、試合は126-117でウォリアーズが勝利した。

#### 2022-23シーズン
2022年7月10日にウォリアーズとの3年総額2550万ドルの再契約に合意した。
2023年1月2日のアトランタ・ホークス戦でブザービートとなるティップインを含む14得点、20リバウンド、5アシストを記録し、チームはダブルオーバータイムの末に143-141で辛勝した。このシーズンもまたルーニーは82試合出場し、シーズン平均7.0得点、リーグ15位である平均9.3リバウンドを記録した。
サクラメント・キングスとのプレーオフ第1回戦で7試合中3試合で20リバウンド以上を記録した。なお、プレーオフにおいて3試合以上で20リバウンド以上を記録したのはウィルト・チェンバレン、ネイト・サーモンドに次ぐフランチャイズ史上3人目であった。ロサンゼルス・レイカーズとのカンファレンス準決勝の第1戦でキャリアハイとなる23リバウンドを含む10得点、5アシストを記録したが、チームは112-117で惜敗した。第2戦以降はベンチから出場したが、チームはレイカーズに第6戦の末に敗れた。

### ニューオーリンズ・ペリカンズ
2025年7月7日にニューオーリンズ・ペリカンズとの2年総額1,600万ドルの契約を結んだ。

## 個人成績

### NBA

#### レギュラーシーズン
| シーズン | チーム | GP  | GS  | MPG  | FG%  | 3P%  | FT%  | RPG | APG | SPG | BPG | PPG |
| -------- | ------ | --- | --- | ---- | ---- | ---- | ---- | --- | --- | --- | --- | --- |
| 2015–16  | GSW    | 5   | 0   | 4.2  | .571 | .500 | ---  | 2.0 | .0  | .0  | .0  | 1.8 |
| 2016–17  | GSW    | 53  | 4   | 8.4  | .523 | .222 | .618 | 2.3 | .5  | .3  | .3  | 2.5 |
| 2017–18  | GSW    | 66  | 4   | 13.8 | .580 | .200 | .545 | 3.3 | .6  | .5  | .8  | 4.0 |
| 2018–19  | GSW    | 80  | 24  | 18.5 | .625 | .100 | .619 | 5.2 | 1.5 | .6  | .7  | 6.3 |
| 2019–20  | GSW    | 20  | 4   | 13.1 | .367 | .071 | .750 | 3.3 | 1.0 | .6  | .3  | 3.4 |
| 2020–21  | GSW    | 61  | 34  | 19.0 | .548 | .235 | .646 | 5.3 | 2.0 | .3  | .4  | 4.1 |
| 2021–22  | GSW    | 82* | 80  | 21.1 | .571 | .000 | .600 | 7.3 | 2.0 | .6  | .6  | 6.0 |
| 2022–23  | GSW    | 82  | 70  | 23.9 | .630 | .000 | .606 | 9.3 | 2.5 | .6  | .6  | 7.0 |
| 2023–24  | GSW    | 74  | 36  | 16.1 | .597 | .000 | .675 | 5.7 | 1.8 | .4  | .4  | 4.5 |
| 2024–25  | GSW    | 76  | 6   | 15.0 | .514 | .400 | .566 | 6.1 | 1.6 | .6  | .5  | 4.5 |
| 通算     | 通算   | 599 | 262 | 17.2 | .575 | .185 | .608 | 5.7 | 1.6 | .5  | .5  | 5.0 |

#### プレーオフ
| シーズン | チーム | GP | GS | MPG  | FG%  | 3P%  | FT%  | RPG  | APG | SPG | BPG | PPG |
| -------- | ------ | -- | -- | ---- | ---- | ---- | ---- | ---- | --- | --- | --- | --- |
| 2018     | GSW    | 21 | 5  | 18.4 | .542 | .000 | .381 | 4.2  | .9  | .7  | .4  | 4.1 |
| 2019     | GSW    | 21 | 1  | 20.5 | .688 | ---  | .724 | 4.5  | 1.0 | .6  | .5  | 7.1 |
| 2022     | GSW    | 22 | 13 | 20.4 | .659 | ---  | .611 | 7.6  | 2.2 | .4  | .5  | 5.8 |
| 2023     | GSW    | 13 | 8  | 25.0 | .578 | ---  | .556 | 13.1 | 3.3 | .6  | .4  | 6.5 |
| 2025     | GSW    | 12 | 0  | 10.0 | .435 | ---  | .750 | 3.6  | .3  | .4  | .3  | 2.2 |
| 通算     | 通算   | 89 | 27 | 19.2 | .612 | .000 | .596 | 6.3  | 1.5 | .5  | .4  | 5.3 |

### カレッジ
| シーズン | チーム | GP | GS | MPG  | FG%  | 3P%  | FT%  | RPG | APG | SPG | BPG | PPG  |
| -------- | ------ | -- | -- | ---- | ---- | ---- | ---- | --- | --- | --- | --- | ---- |
| 2014-15  | UCLA   | 36 | 36 | 30.9 | .470 | .415 | .626 | 9.2 | 1.4 | 1.3 | .9  | 11.6 |